# Gyracanthocephala
Ordre
Les Gyracanthocephala sont un ordre de vers parasites de l'embranchement des acanthocéphales (vers à tête épineuse). Les acanthocéphales sont de petits animaux vermiformes parasites de vertébrés dont la taille varie entre 1 mm et 70 cm. Ils sont caractérisés par un proboscis rétractable portant des épines courbées en arrière qui leur permet de s'accrocher à la paroi intestinale de leurs hôtes.

## Liste des familles et sous-familles
Cet ordre comprend une famille et deux sous-familles :
- Quadrigyridae Van Cleve, 1920
  - Pallisentinae Van Cleve, 1928
  - Quadrigyrinae Van Cleve, 1920